# Javier Fernández
Javier Fernández (* 15. dubna 1991, Madrid) je španělský krasobruslař, který vyhrál Mistrovství Evropy v letech 2013, 2014, 2015, 2016, 2017, 2018 a 2019. Aktuálně žije a trénuje v kanadském Torontu pod taktovkou Briana Orsena a Tracy Wilson. Vyhrál Mistrovství světa v letech 2015 a 2016.

## Sportovní kariéra

### Sportovní začátky
Javier Fernández začal bruslit, když mu bylo 6 let, aktivně se o krasobruslení začal zajímat ale v 9 letech. V 17 letech jej objevil Nikolai Morozov, který mu nabídl, že jej bude v USA trénovat. Javier souhlasil a přestěhoval se do New Jersey, i když nemluvil anglicky. Pod Morozovem obsadil na Mistrovství Evropy 11. místo a na Mistrovství světa 14. místo. Vyjel si tak kvalifikaci na Zimní olympijské hry 2010. Španělsko tak dostalo místo na ZOH poprvé od roku 1956. Účastnil se také série ISU Grand Prix v roce 2009/2010. První čtverný skok v soutěži, čtverného toeloopa, předvedl v Itálii na soutěži Merano Cup. Pod Morozovem nadále trénoval i v sezóně 2010/2011. Poté přestoupil pod trenéra Briana Orsena.

### Kariéra od roku 2011
Mistrovství světa 2011 byl zlom ve sportovní kariéře. V Moskvě poprvé skočil v soutěži dva čtverné skoky - toeloopa a salchowa, a vyhoupl se tak mezi evropskou špičku. V témže roce vyhrál poprvé v historii pro Španělsko medaili z ISU Grand Prix, respektive stříbrnou medaili.
Období největšího úspěchu však začal prožívat v roce 2013, kdy se stal mistrem krasobruslení v Evropě. Od tohoto roku až do oznámení konce kariéry po Mistrovství Evropy v roce 2019 zvítězil ve všech Mistrovstvích Evropy, tedy v sedmi za sebou. V letech 2013 a 2014 se mu opravdu začalo dařit, neboť v obou obsadil třetí příčku na Mistrovství světa. V roce 2014 startoval také na Olympijských hrách, kde obsadil čtvrtou pozici. Nejvýznamnějších úspěchů dosáhl v letech 2015 a 2016, kdy vyhrál titul mistra světa. Na Zimních olympijských hrách 2018 v Pchjongčchangu získal bronzovou medaili. Přinesl do Španělska povědomí o krasobruslení a jako vůbec první z této země se dostal na světovou špičku. Jeho komické a vesele prezentované výstupy mu získaly velkou přízeň publika a vysoká hodnocení poroty. Světovému krasobruslení vládl spolu s Yuzuru Hanyuem a Shoma Unem z Japonska a Nathanem Chenem z USA nebo Jin Boyangem z Číny. V Evropě byl nepochybným pánem krasobruslení po sedm let za sebou.
Moje sestra viděla nějaký šampionát krasobruslení v televizi a rozhodla se stát krasobruslařskou. Když jsem ji viděl, jak trénuje bavilo mě to a začal jsem také trénovat. To mi bylo 6 let. Myslím si, že krasobruslení je opravdu báječné, je fantastické postupovat ve skocích, spirálách a krokových sekvencích, cítím kontrolu nad ledem. Když vyhrajete soutěž, jsou to opravdu úžasné emoce, po dobrých programech, na kterých dřete každý den. A opravdu mohu říct, že jsem se pro to narodil![nedostupný zdroj]
Javier Fernández